# Jefe de Estado
- Donald Trump, Presidente de los Estados Unidos
- Carlos III, Rey del Reino Unido y de los otros, Reinos de la Mancomunidad de Naciones
- Naruhito, Emperador de Japón
- Emmanuel Macron, Presidente de la República Francesa
- Luiz Inácio Lula da Silva, Presidente de Brasil
- Claudia Sheinbaum, Presidente de México
- Cyril Ramaphosa, Presidente de Sudáfrica
- Netumbo Nandi-Ndaitwah, Presidenta de Namibia
- Hilda Heine, Presidenta de las Islas Marshall

El jefe de Estado es la autoridad suprema de un Estado. Representa su unidad y continuidad ante el Estado mismo e internacionalmente.
Las funciones específicas de los jefes de Estado varían de acuerdo con el sistema político de cada Estado. Al ser la máxima personificación del Estado, su título determina de por sí la forma de gobierno estatal de que se trata. Principalmente se agrupan en dos, o bien una monarquía si es un monarca, o bien una república si es un presidente.

## Tipos de sistemas

### En regímenes democráticos
- En un sistema presidencialista, el jefe de Estado (el presidente) es también el jefe de Gobierno, siendo la cabeza del poder ejecutivo del país. Ocasionalmente, la jefatura de Gobierno la lleva el vicepresidente en caso de haber esta figura.
- En un régimen semipresidencialista, como en Francia, el jefe de Estado (el presidente) es elegido por sufragio universal. En cambio, el jefe de Gobierno (el primer ministro) depende del Parlamento.
- En un régimen parlamentario, el jefe de Estado (que no tiene poder ejecutivo alguno) puede ser un presidente elegido por el parlamento o un monarca hereditario. En este último caso, normalmente es un rey, pero también puede ser un príncipe, como en el caso de Mónaco, un emperador como en Japón u ostentar otro título nobiliario. En cambio, el jefe de Gobierno (llamado usualmente primer ministro, presidente del Gobierno o canciller) es elegido por el parlamento del que depende.

### En otros casos
- En un régimen absolutista, como lo es, por ejemplo, Arabia Saudita, el jefe del Estado es un monarca no electo popularmente, que alcanza el trono por lazos sanguíneos con su antecesor o, rara vez, mediante elección del mismo de entre un reducido grupo de personas que conforman lo que propiamente se llama aristocracia, caso del Colegio cardenalicio. Del jefe del Estado emanan muy habitualmente todos los demás poderes del Estado, actuando como un autócrata.
- En un régimen autocrático, el jefe del Estado es un dictador (que puede tomar para sí diversos nombres: presidente, caudillo, lord protector,...), que habitualmente (no siempre) alcanza el poder mediante un golpe de Estado que derroca un orden previo, pero que una vez en el poder pasa a ostentarlo de forma absoluta. Entre los tipos de regímenes autoritarios existentes, hay casos en los cuales se trata de dictaduras como Sudán, en la que el jefe de Estado y el jefe de Gobierno es la Junta Militar, representada por dos líderes militares que ocupan los cargos de presidente como jefe del poder ejecutivo y de primer ministro como jefe del poder legislativo.
- En un régimen teocrático el jefe de Estado es a la vez el máximo jerarca de una religión específica, como es el caso de Irán donde el jefe de Estado es el Ayatollah Líder Supremo cuya autoridad, es independiente de la autoridad del jefe de Gobierno que es el presidente del poder ejecutivo y de la autoridad del poder legislativo o como es el caso del Vaticano, donde el papa es el jefe de Estado o como lo era antiguamente el caso del Tíbet con el dalái lama.
- En una república oligárquica o aristocrática, por ejemplo, la República de Venecia o la antigua República romana, el jefe del Estado era un magistrado (el dux, los cónsules) elegido, habitualmente por un período, mediante sufragio restringido a un grupo cerrado de personas que conforman la aristocracia u oligarquía.
- En un régimen censitario, la jefatura del Estado puede adoptar la forma de cualquiera de los regímenes democráticos, pero es elegida por la parte de la población incluida en el censo, del cual se excluye habitualmente a los habitantes del Estado de rentas más bajas, y otras características. Este tipo de régimen existió, por ejemplo, en el Reino Unido durante los siglos XVIII y buena parte del XIX.

## Sistema parlamentario

Estados parlamentarios del mundo (a partir de):
Repúblicas con una presidente ejecutivo elegido por un parlamento
Repúblicas parlamentarias
Monarquías constitucionales parlamentarias en las que el monarca normalmente no ejerce personalmente el poder
Repúblicas presidencialistas, estados unipartidistas y otras formas de gobierno

### Modelo estándar
En los sistemas parlamentarios, el jefe de Estado puede ser simplemente el jefe ejecutivo nominal, dirigiendo el poder ejecutivo del Estado y poseyendo un poder ejecutivo limitado. En realidad, sin embargo, tras un proceso de evolución constitucional, los poderes suelen ejercerse únicamente bajo la dirección de un gabinete de gobierno, presidido por un jefe de Gobierno que responde ante el poder legislativo. Esta responsabilidad y legitimidad exige que se elija a alguien que cuente con un apoyo mayoritario en la legislatura (o, al menos, que no cuente con una oposición mayoritaria, una diferencia sutil pero importante). También otorga a la asamblea legislativa el derecho a rechazar al jefe de gobierno y a su gabinete, obligándole a dimitir o a solicitar la disolución parlamentaria. Por tanto, se dice que el poder ejecutivo es responsable (o responde) ante el poder legislativo, y que el jefe de Gobierno y el gabinete aceptan a su vez la responsabilidad constitucional de ofrecer consejo constitucional al jefe del Estado.

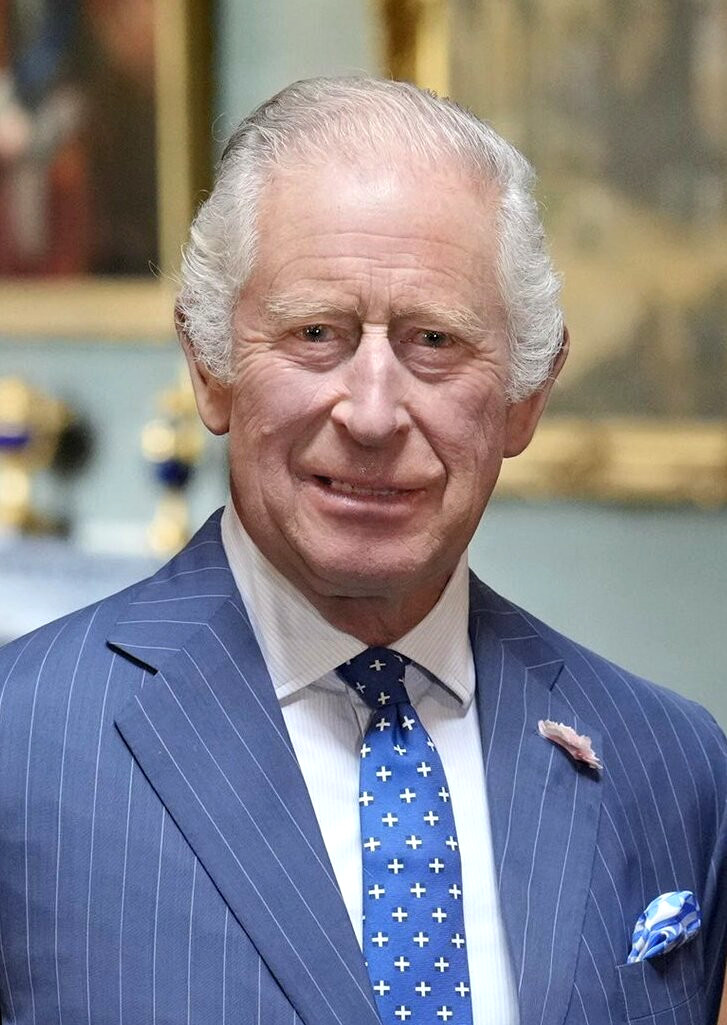
Carlos III es el monarca reinante y jefe de Estado del Reino Unido y otros 14 países.

En las Monarquías constitucionales parlamentarias, la legitimidad del jefe de Estado no elegido suele derivar de la aprobación tácita del pueblo a través de los representantes elegidos. Así, en la época de la Revolución Gloriosa, el Parlamento inglés actuó de oficio para nombrar un nuevo rey y una nueva reina (los monarcas conjuntos María II y William III); asimismo, la abdicación de Eduardo VIII requirió la aprobación de cada uno de los seis reinos independientes de los que era monarca. En las monarquías con una constitución escrita, el cargo de monarca es una criatura de la constitución y podría ser abolido a través de un procedimiento democrático de enmienda constitucional, aunque a menudo se imponen importantes obstáculos procedimentales a dicho procedimiento (como en la Constitución de España).
En las repúblicas con un sistema parlamentario (como India, Alemania, Austria, Italia e Israel), el jefe de Estado suele denominarse presidente' y sus principales funciones son principalmente ceremoniales y simbólicas, a diferencia de los presidentes de un sistema presidencial o semipresidencial.
En realidad, existen numerosas variantes del cargo de jefe de Estado en un sistema parlamentario. Cuanto más antigua es la constitución, más margen constitucional tiende a existir para que un jefe de Estado ejerza mayores poderes sobre el gobierno, ya que muchas constituciones de sistemas parlamentarios antiguos otorgan de hecho a los jefes de Estado poderes y funciones similares a los sistemas presidenciales o semipresidenciales, en algunos casos sin hacer referencia a los principios democráticos modernos de rendición de cuentas al parlamento o incluso a los cargos gubernamentales modernos. Por lo general, el rey tenía el poder de declarar la guerra sin el consentimiento previo del parlamento.
Por ejemplo, bajo la constitución de 1848 del Reino de Cerdeña, y luego del Reino de Italia, el Statuto Albertino -la aprobación parlamentaria al gobierno nombrado por el rey- era habitual, pero no exigido por ley. Así, Italia tenía un de facto sistema parlamentario, pero un de jure sistema "presidencial".
Entre los ejemplos de jefes de Estado en sistemas parlamentarios que utilizan poderes mayores de lo habitual, ya sea por constituciones ambiguas o por emergencias nacionales sin precedentes, se incluye la decisión del Rey Leopoldo III de los Belgas de rendirse en nombre de su estado ante el ejército invasor alemán en 1940, en contra de la voluntad de su gobierno. Creyendo que su responsabilidad ante la nación en virtud de su juramento de coronación le obligaba a actuar, consideró que la decisión de su gobierno de luchar en lugar de rendirse era errónea y perjudicaría a Bélgica. (La decisión de Leopoldo resultó muy controvertida. Después de la Segunda Guerra Mundial, Bélgica votó en referéndum para permitirle reanudar sus poderes y deberes monárquicos, pero debido a la controversia en curso finalmente abdicó). La crisis constitucional belga de 1990, cuando jefe de Estado se negó a firmar un proyecto de ley que permitía el aborto, se resolvió cuando el gabinete asumió la potestad de promulgar la ley mientras él era tratado como "incapaz de reinar" durante veinticuatro horas. 

### Modelo no ejecutivo
Estos funcionarios están completamente excluidos del ejecutivo: no poseen ni siquiera poderes ejecutivos teóricos ni ningún papel, ni siquiera formal, dentro del gobierno. De ahí que los gobiernos de sus estados no se denominen con el tradicional modelo parlamentario de jefe de Estado estilos de Gobierno de Su Majestad o Gobierno de Su Excelencia. Dentro de esta categoría general, pueden existir variantes en cuanto a competencias y funciones.
La Constitución de Japón (日本国憲法 Nihonkoku-Kenpō?) fue redactada bajo la Ocupación aliada que siguió a la Segunda Guerra Mundial y pretendía sustituir el anterior sistema de militarista y cuasimonarquía absoluta por una forma de democracia liberal sistema parlamentario. La Constitución confiere explícitamente todo el poder ejecutivo al Gabinete, presidido por el primer ministro (artículos 65 y 66) y responsable ante la Dieta (artículos 67 y 69). El emperador se define en la Constitución como "el símbolo del Estado y de la unidad del pueblo" (artículo 1), y es generalmente reconocido en todo el mundo como el jefe del Estado japonés. Aunque el emperador formalmente nombra al primer ministro para el cargo, el artículo 6 de la constitución le obliga a nombrar al candidato "designado por la Dieta", sin derecho a declinar el nombramiento. Es una figura decorativa ceremonial sin poderes discrecionales independientes relacionados con el gobierno de Japón. 
Desde la aprobación en Suecia del Instrumento de Gobierno de 1974, el monarca sueco ya no tiene muchas de las funciones de jefe de Estado del sistema parlamentario estándar que antes le pertenecían, como ocurría en el anterior Instrumento de Gobierno de 1809. En la actualidad, el presidente del Riksdag nombra (previa votación en el Riksdag) al primer ministro y pone fin a su mandato tras una moción de censura o dimisión voluntaria. Los miembros del gabinete son nombrados y destituidos a discreción exclusiva del primer ministro. Las leyes y ordenanzas son promulgadas por dos miembros del Gabinete al unísono firmando "En nombre del Gobierno" y el Gobierno -no el monarca- es la alta parte contratante en lo que respecta a los tratados internacionales. Las restantes funciones oficiales del soberano, por mandato constitucional o por convención no escrita, consisten en inaugurar la sesión anual del Riksdag, recibir a los embajadores extranjeros y firmar las cartas credenciales de los embajadores suecos, presidir el comité asesor de asuntos exteriores, presidir el consejo especial del Gabinete cuando toma posesión un nuevo primer ministro y ser informado por el primer ministro sobre asuntos de Estado. 
Por el contrario, el único contacto que el presidente de Irlanda tiene con el Gobierno irlandés es a través de una sesión informativa formal que el taoiseach (jefe del Gobierno) ofrece al presidente. Sin embargo, el presidente no tiene acceso a la documentación y todo el acceso a los ministros pasa por el Departamento del Taoiseach. No obstante, el presidente posee poderes de reserva limitados, como remitir un proyecto de ley al Tribunal Supremo para comprobar su constitucionalidad, que se utilizan bajo la discreción del presidente.
El jefe de Estado republicano no ejecutivo más extremo es el presidente de Israel, que no tiene ningún poder de reserva. Los poderes menos ceremoniales que ostenta el presidente son proporcionar un mandato para intentar formar gobierno, aprobar la disolución de la Knesset realizada por el primer ministro, e indultar a criminales o conmutarles la pena.

### Modelo ejecutivo

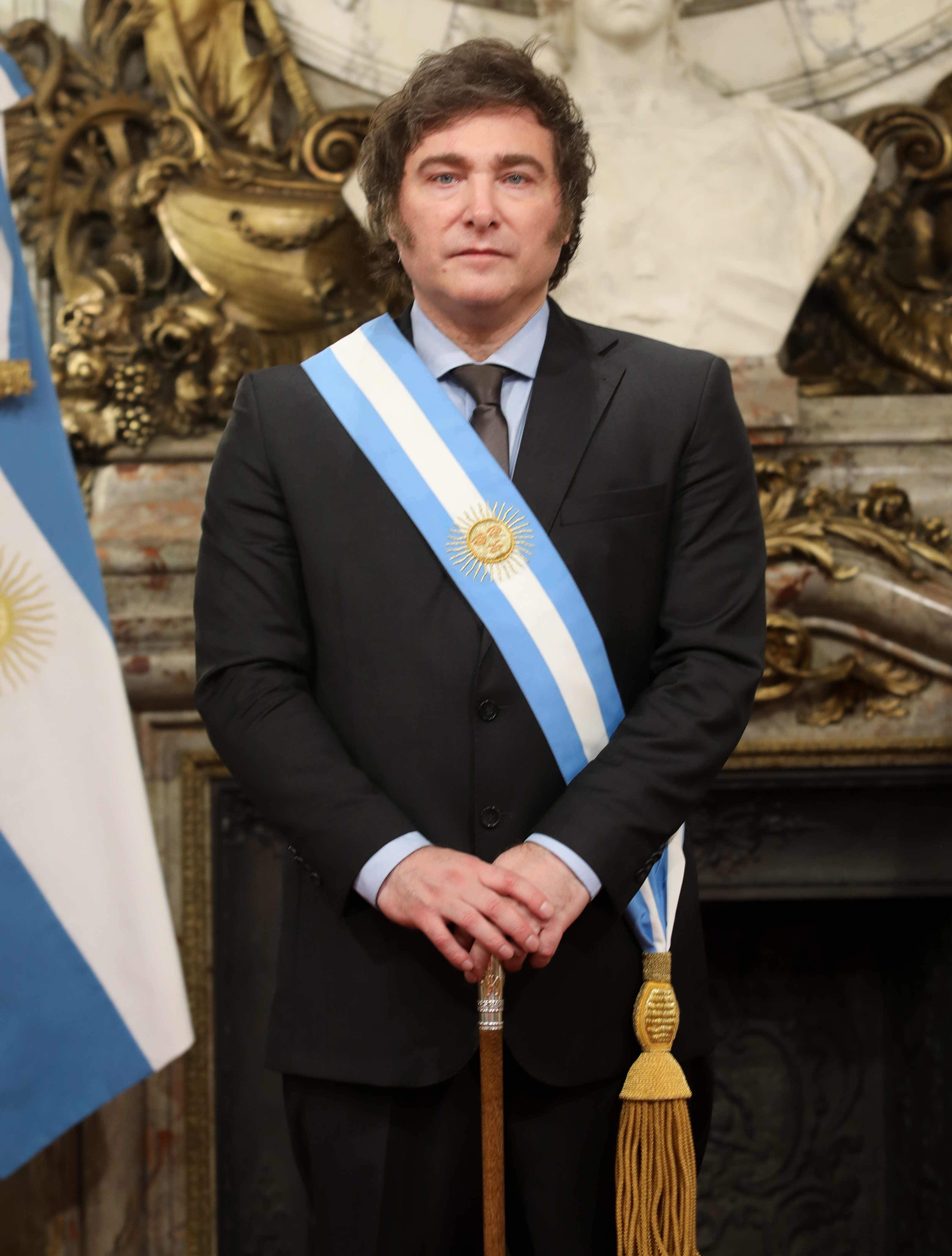
Javier Milei, presidente de la Nación Argentina desde el 10 de diciembre de 2023. Como Argentina es un régimen presidencialista, Milei ostenta la atribución tanto de jefe de Estado como de jefe de Gobierno.

Algunas repúblicas parlamentarias (como Sudáfrica, Botsuana y Kiribati) han fusionado las funciones del jefe de Estado con las del jefe de Gobierno (como en un sistema presidencial), mientras que el único cargo ejecutivo, a menudo llamado presidente, depende de la confianza del Parlamento para gobernar (como en un sistema parlamentario). Aunque también es el símbolo principal de la nación, el presidente en este sistema actúa principalmente como un primer ministro, ya que el titular debe ser miembro de la legislatura en el momento de la elección, responder a sesiones de preguntas en el Parlamento, evitar mociones de censura, etc.

## Funciones
Las funciones del jefe de Estado varían de acuerdo a la forma de gobierno que establece la Constitución de cada país. Es decir, tiene competencias diferentes según el ordenamiento de cada Estado.
- En los casos en que el cargo es electivo, por lo general su legitimidad es equiparable al del jefe de Gobierno, y la constitución suele otorgarle ciertas atribuciones o poderes. Existen casos muy especiales, tanto en el sistema de elección, como en sus atribuciones, como en el caso de Ciudad del Vaticano.
- En los casos en los que el cargo no es electivo, sus funciones pueden ser meramente representativas y con un poder básicamente simbólico (en monarquías parlamentarias como España, Países Bajos, Dinamarca, Noruega, Suecia o Reino Unido), o puede reunir gran cantidad de poderes (Marruecos o ciertos países asiáticos).

## Complicaciones con la categorización en tipos

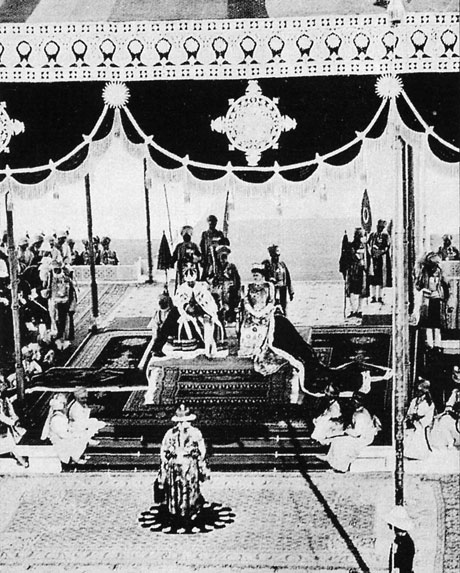
Jorge V, Emperador de la India, y la Emperatriz María en el Durbar de Delhi, 1911.

Aunque existen categorías claras, a veces resulta difícil elegir a qué categoría pertenecen algunos jefes de Estado. En realidad, la categoría a la que pertenece cada jefe de Estado se evalúa no por la teoría, sino por la práctica.
El cambio constitucional de Liechtenstein en 2003 otorgó a su jefe de Estado, el Príncipe Reinante, poderes constitucionales que incluían el veto sobre la legislación y la facultad de destituir al jefe de Gobierno y al Gabinete. Podría afirmarse que el refuerzo de los poderes del Príncipe, frente al Landtag (poder legislativo), ha llevado a Liechtenstein a la categoría semipresidencial. Del mismo modo, los poderes originales otorgados al Presidente griego en virtud de la Constitución de la República Helénica de 1974 acercaron a Grecia al modelo semipresidencial francés.
Otra complicación se da en Sudáfrica, donde el presidente es elegido de hecho por la Asamblea Nacional (asamblea legislativa) y, por tanto, es similar, en principio, a un jefe de Gobierno en un sistema parlamentario, pero también es reconocido, además, como jefe de Estado. Los cargos de presidente de Nauru y presidente de Botsuana son similares, en este sentido, a la presidencia sudafricana.
Panamá, durante las dictaduras militares de Omar Torrijos y Manuel Noriega, era nominalmente una república presidencial. Sin embargo, los presidentes civiles elegidos eran en realidad testaferros, y el poder político real lo ejercía el jefe de las Fuerzas de Defensa panameñas.
Históricamente, en la época entre la Sociedad de Naciones (1920-1946) y la fundación de las Naciones Unidas (1945), el jefe de Estado de la India era el monarca del Reino Unido, que gobernaba directa o indirectamente como emperador de la India a través del virrey y el gobernador general de la India.